# Ардашир (правитель Систана)
Ардашир — правитель Систана III века.
О правителе Систана Ардашире говорится в надписи на среднеперсидском языке сасанидского царя Шапура I. В начале списка упоминаются четыре могущественных «царя» в Восточном Иране, обладающих наследственными правами, трое из которых носят то же имя, что и сам шахиншах Ардашир Папакан. По предположению авторов «Кембриджской истории древнего мира», властитель Систана Ардашир мог принадлежать к дому Сасанидов. По замечанию американского ираниста Р. Фрая, по-видимому, входившие ранее в состав Парфии «царства», покорённые Ардаширом Папаканом в ходе военных походов, передавались его приближённым. Если же их правители сдавались на милость сасанидского монарха, то оставались в своих владениях на правах вассалов. Как отмечается в Иранике, империя Сасанидов при Ардашире Папакане ещё во многом напоминала структуру Парфянского государства.